# Love (cráter)

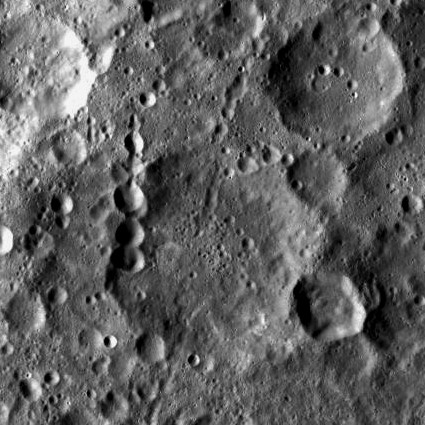
Fotografía de la misión Lunar Reconnaissance Orbiter

Love es un cráter de impacto que se encuentra en la cara oculta de la Luna. Se localiza al norte del cráter Perepelkin. El cráter Prager casi toca el borde nororiental. Hacia el noroeste se encuentra el cráter Bečvář.
|  |

Es una formación erosionada, que presenta varios cráteres menores a lo largo de su borde. Una pequeña cadena de tres cráteres se encuentra en su zona oeste, sobre su pared exterior e interior. Las paredes interiores están erosionadas por posibles cráteres secundarios. El norte del suelo interior presenta un número considerable de pequeños cráteres (contiguos en algunos lugares). La zona sur del suelo interior está mucho menos marcada.

## Cráteres satélite
Los cráteres satélite son pequeños cráteres situados próximos al cráter principal, recibiendo el mismo nombre que dicho cráter acompañado de una letra mayúscula complementaria (incluso si la formación de estos cráteres es independiente de la formación del cráter principal). Por convención, estos accidentes se identifican en los mapas lunares situando su letra correspondiente en el punto medio del borde más próximo al cráter principal.
|      | \| Love \| Coordenadas \| Diámetro \| \| ---- \| ----------------------------- \| -------- \| \| H \| 6°54′S 130°24′E / -6.9, 130.4 \| 29 km \| \| T \| 6°00′S 126°06′E / -6.0, 126.1 \| 13 km \| \| U \| 5°54′S 127°48′E / -5.9, 127.8 \| 12 km \| |          |
| Love | Coordenadas | Diámetro |
| H    | 6°54′S 130°24′E / -6.9, 130.4 | 29 km    |
| T    | 6°00′S 126°06′E / -6.0, 126.1 | 13 km    |
| U    | 5°54′S 127°48′E / -5.9, 127.8 | 12 km    |